# OM 6600
L'OM 6600 (6x6) o Acp 56 nella nomenclatura militare italiana era la copia di un autocarro militare USA, l'M139 (M139 Truck, Bridge), della categoria degli M39 concepito appositamente dalla Mack Trucks per il trasporto di materiali da ponte militare galleggiante.

## Impiego operativo
Gli autocarri della serie M39 furono costruiti nel 1950 per soddisfare le pressanti richieste dell'US Army impegnato nella guerra di Corea. L'M139 fu prodotto su licenza anche in Italia dalle Officine Meccaniche di Brescia e adottato dall'Esercito Italiano che lo classificò come Acp 56 (Autocarro pesante mentre il 56 indica l'anno di adozione). L'OM ne produsse 430 a partire dal 1956.
Caratteristiche di questo automezzo erano la robustezza, l'adattabilità ai terreni più accidentati e la capacità di carico che portarono l'esercito italiano a impiegarlo presso il 2º Reggimento genio pontieri di Piacenza e Legnago adibito al trasporto di componenti del ponte galleggiante classe 60 e presso il reparto logistico, poi 13º Battaglione Logistico di Manovra, della 3ª Brigata missili "Aquileia" di Portogruaro come mezzo adeguato per il trasporto delle testate atomiche dei missili Honest John e dei MGM-52 Lance. Gli ultimi esemplari italiani sono stati ritirati e radiati attorno al 1992.

## OM 6600 e M139

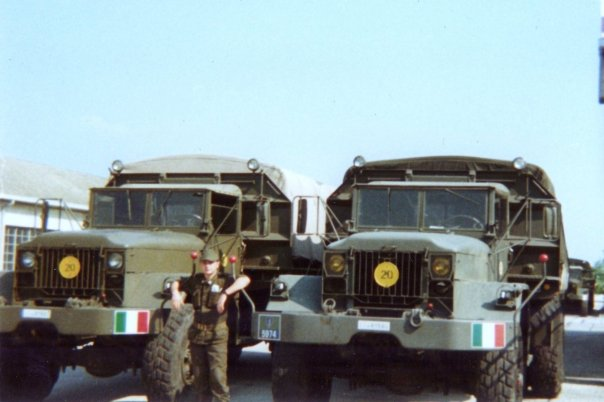
Autocarri OM 6600 del 13º Battaglione logistico di manovra ripresi nella Caserma "Luciano Capitò" di Portogruaro durante il 1989.

L'autocarro OM 6600 era esteticamente identico all'M139 americano, tranne che per l'adozione dei cerchi ruota a raggera di tipo civile che contraddistinguevano quello italiano.
La differenza più consistente era data dal motore: l'autocarro OM era dotato di un sei cilindri della Fiat alimentato a benzina, tipo 203, e aveva una capacità di 10.676 cm³ e una potenza di 220 cavalli, mentre quello americano MACK era un R6602 di 6 cilindri prodotto dalla Continental di 9.865 cm³ che erogava una potenza di 244 cavalli. Il motore Fiat aveva un consumo maggiore, con un litro di benzina poteva percorrere circa 550 metri, ed era accoppiato ad una trasmissione a quattro marce mentre il Continental era dotato di un cambio manuale Spicer 6352 a cinque marce.
Pur essendo classificati per un trasporto di 5 tonnellate la loro portata effettiva era più che doppia, circa 9140 kg, con una capacità di traino di 14.000 kg su strada e 7.500 kg in fuoristrada. Ambedue gli automezzi erano inoltre dotati di un verricello anteriore Gar Wood da 9.000 kg. Ogni autocarro in forza al Genio militare era destinato a trasportare una campata completa del ponte galleggiante classe 60, che consisteva in una porzione di ponte lunga 4,57 m, composta da due semigalleggianti, dieci piastre, due travi di ripartizione, due guide e un pannello centrale.